# Rolf Gutbier

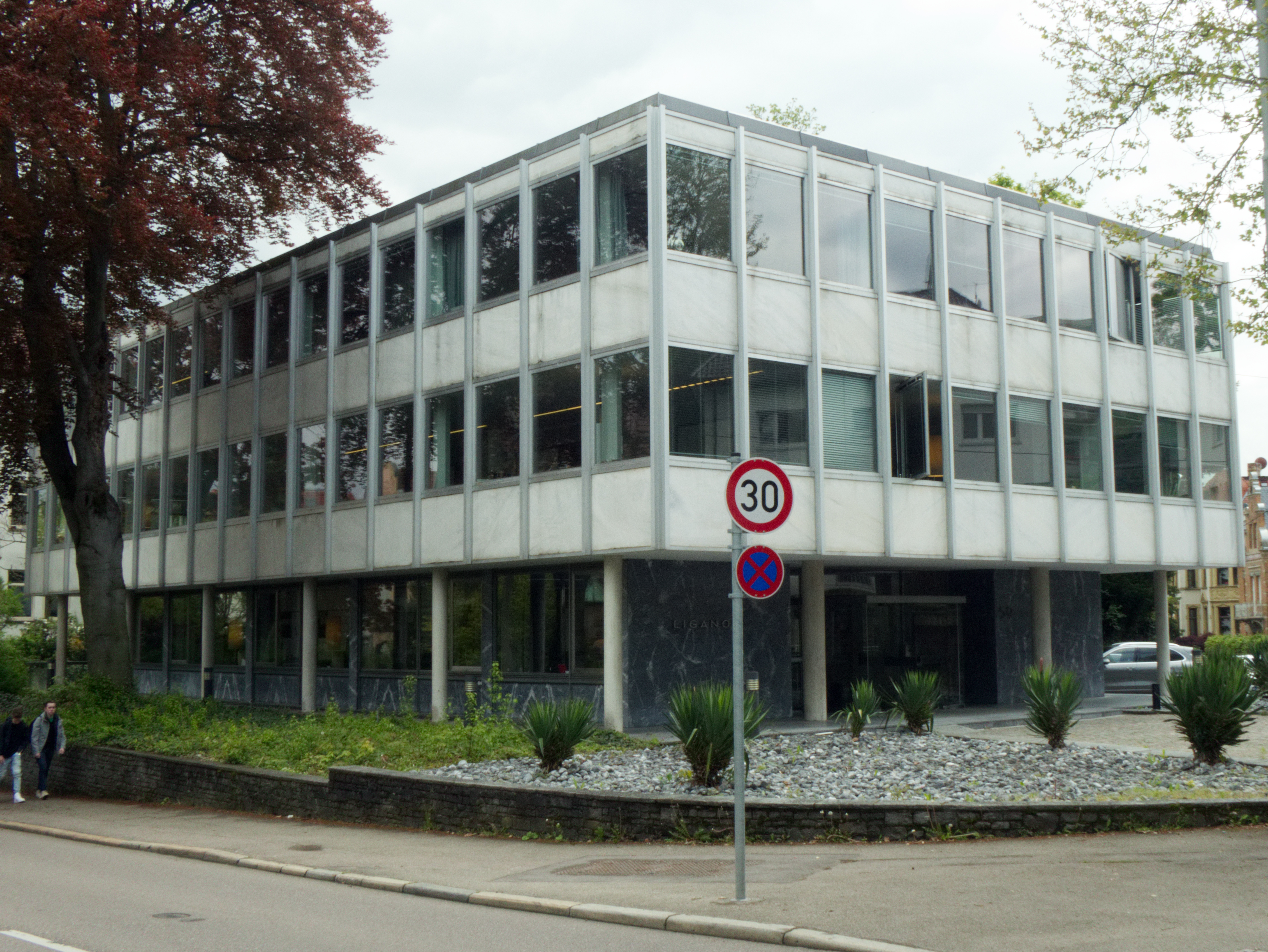
Gerling-Haus (1958–1961)

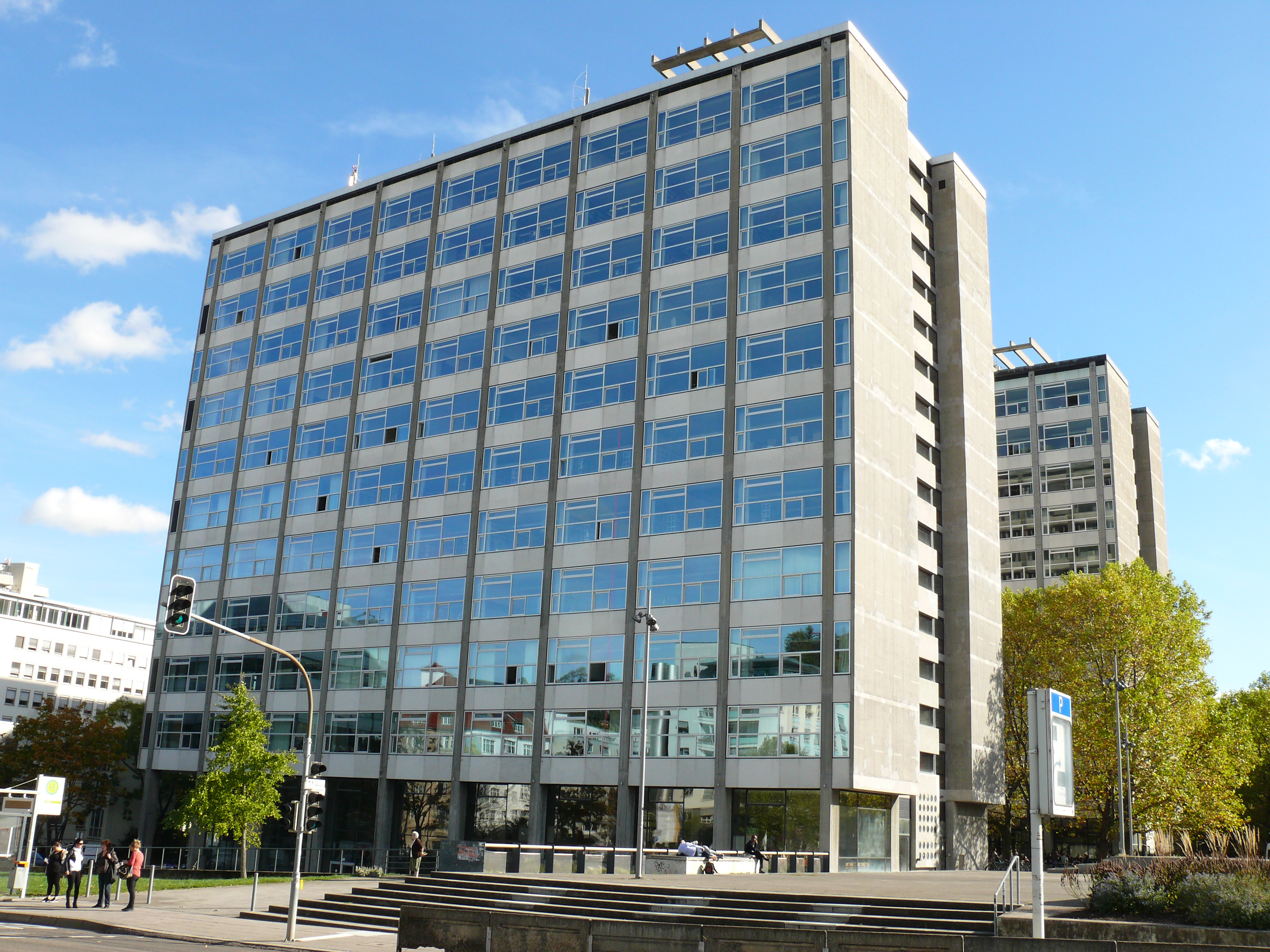
Kollegiengebäude 2 (1960–1964)

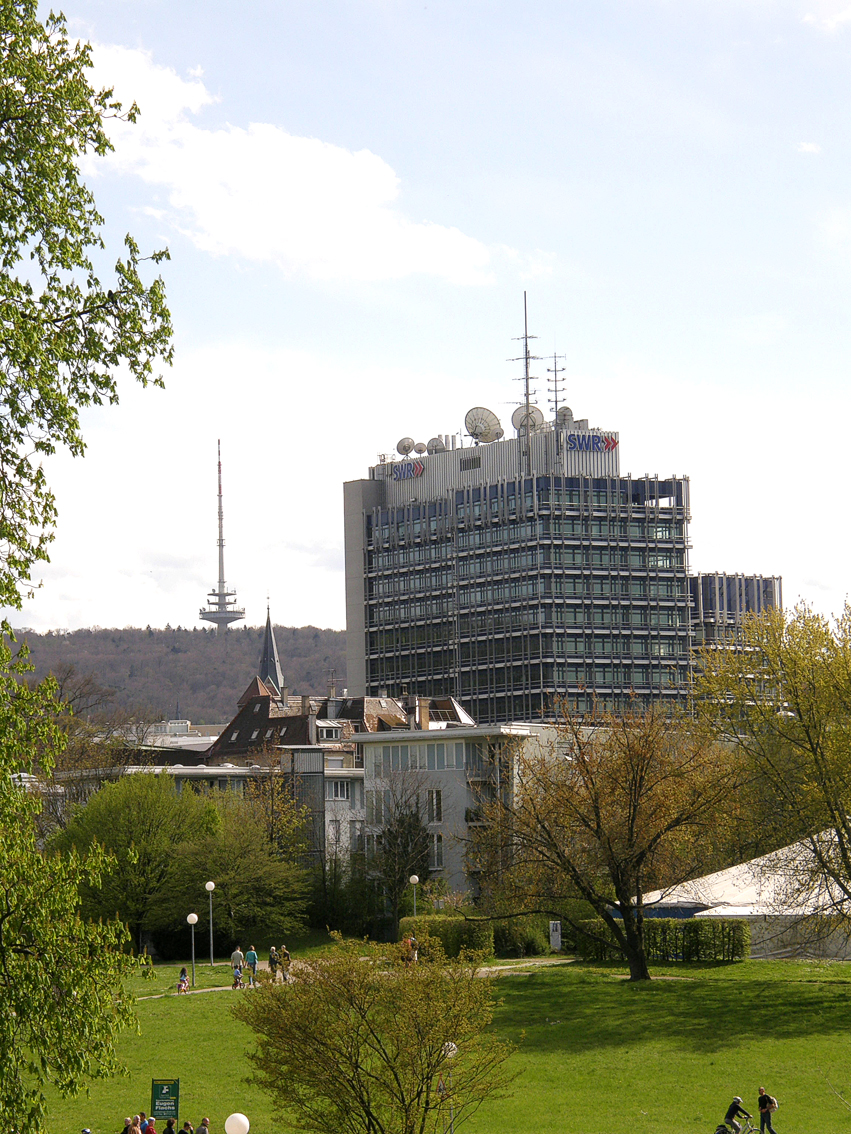
Funkhaus (1968–1976)

Rolf Gutbier (* 26. August 1903 in Erlangen; † 26. September 1992 in Aichtal-Aich) war ein deutscher Architekt, Stadtplaner und Hochschullehrer.

## Leben
Gutbier studierte Architektur an der Technischen Hochschule Stuttgart und war in Deutschland und der Schweiz tätig. 1936 wurde er Assistent bei Hugo Keuerleber am Institut für Technischen Ausbau und Entwerfen der Technischen Hochschule Stuttgart. 1948 wurde er dort Ordinarius für Siedlungswesen und Entwerfen.
Von 1953 bis 1955 war Gutbier außerdem Rektor der Hochschule. 1970 wurde er emeritiert. Er starb 1992.
Gutbier gehörte der zweiten Stuttgarter Schule an und hat in der Nachkriegszeit den Wiederaufbau der Landeshauptstadt Stuttgart mitgeprägt. Sein Geschäftshaus Speiser von 1950 besitzt eine der ersten Aluminium-Glas-Fassaden in Deutschland.

## Bauten
- 1950–1951: Geschäftshaus Speiser in Stuttgart
- 1952–1954: Industrie- und Handelskammer in Stuttgart (mit Rolf Gutbrod, abgerissen)
- 1956–1960: Kollegiengebäude I (K I) (mit Günter Wilhelm, Curt Siegel)
- 1958–1961: Niederlassung des Gerling-Konzerns in Stuttgart (mit Hans Kammerer)
- 1960–1964: Kollegiengebäude II (K II) (mit Günter Wilhelm, Curt Siegel) der Technischen Hochschule Stuttgart
- 1960: Bank für Gemeinwirtschaft in Stuttgart (mit Hans Kammerer)[2]
- 1960: Geschäftshaus Salamander in Saarbrücken (mit Hans Kammerer)[2]
- 1961: Hochhaus mit Ausstellungs- und Museumsgebäude der Daimler-Benz AG in Stuttgart-Untertürkheim (mit Hans Kammerer, Walter Belz)
- 1966: Werksiedlung der BASF in Frankenthal
- 1968–1971: Staatliche Verwaltungsschule in Stuttgart (abrissgefährdet)[3]
- 1968–1976: Stuttgarter Funkhaus (mit Rolf Gutbrod)